# Fernando Abril Martorell
Pour les articles homonymes, voir Martorell (homonymie).
Fernando Abril Martorell (né à Valence le 31 août 1936 - mort à Madrid le 16 février 1998) est un homme politique espagnol de la Transition démocratique.

## Biographie
Docteur en ingénierie agronomique et sciences politiques, il est nommé gouverneur civil et président de la députation provinciale de Ségovie en 1969, puis directeur technique du FORPPA en 1971. L'année suivante, il devient directeur général de la Production agraire et membre des Cortes franquistes. Il conserve ces postes jusqu'en 1974.
Ami personnel et homme de confiance d'Adolfo Suárez, il devient ministre de l'Agriculture entre 1976 et 1977, puis est désigné sénateur par Juan Carlos Ier cette même année. Il participa également à la fondation de l'Union du centre démocratique, le parti centriste au pouvoir durant toute la Transition démocratique. Nommé troisième vice-président du gouvernement dans le deuxième gouvernement d'Adolfo Suárez, il succède, un an plus tard, à Enrique Fuentes Quintana comme deuxième vice-président et ministre de l'Économie.
Son intervention dans la rédaction de la Constitution espagnole — avec celle du socialiste Alfonso Guerra — fut déterminante pour l'élaboration d'un texte consensuel.
En 1979, il est élu représentant de la circonscription de Valence au Congrès des députés sous les couleurs de l'UCD. Il est confirmé comme deuxième vice-président du gouvernement, mais est débarqué lors du remaniement ministériel du 9 septembre 1980. Dirigeant de la section valencienne du parti, il y devient l'un des principaux instigateurs du blavérisme, mouvement anticatalaniste qui s'oppose à la gauche localement majoritaire. N'ayant pas conservé son siège à l'occasion des élections générales espagnoles de 1982, il quitte le monde politique et rejoint le secteur privé. Il devient vice-président de la Banque centrale d'Espagne en 1991.
Sur proposition du président du gouvernement Felipe González, il est nommé président de la Commission d'analyse et d'études du système national de santé, qui rendit le Rapport Abril, qui dessinait les contours de la réforme du système de santé publique espagnol.
Il est mort à Madrid d'un cancer du poumon le 16 février 1998.